# George Ranalli
George Ranalli (* 1946 in New York City, New York) ist ein amerikanischer Architekt und Hochschullehrer. Er unterrichtet architektonisches Design an der Yale University.

## Leben
Er erhielt 1972 den Bachelor-Abschluss am Pratt Institute und den Master of Arts an der Graduate School of Design der Harvard University. 1976 wurde er außerordentlicher Professor für architektonische Gestaltung an der Yale University. Er hat seit seinem Studium zahlreiche theoretische Schriften zur architektonischen Gestaltung veröffentlicht, seit den späten 1970er Jahren waren seine Entwürfe auch bei zahlreichen Ausstellungen zu sehen.
Ranallis Entwürfe für Gebäude- und Innenarchitektur sind meist auf einfache rechteckige oder quaderartige Grundformen beschränkt, die er vielfach gebrochen zu futuristischen Gebilden arrangiert. Bei der Gestaltung von innerstädtischen Innenräumen greift er vielfach Gestaltungsmuster von Hochhausfassaden auf, sodass der städtische Charakter der Lage auch im Innern der Gebäude zum Tragen kommt. Durch derartige Umgestaltungen von Lofts wurde er bekannt. Sein Stil wird als expressiv-symbolisch beschrieben.
Er nahm an zahlreichen Architekturwettbewerben teil, u. a. für den Büroturm der Chicago Tribune, für die Peak-Anlage in Hongkong, für das neue Opernhaus in Paris und für den Büroturm der Times in New York City.

## Realisierte Bauten und Projekte (Auswahl)
- Boutique First of August, New York City (1975/76)
- Renovierung der Callender School, Newport (Umgestaltung des historischen Schulhauses in ein Wohnhaus, 1979/81)
- Studio Ranalli, New York City (1982/83)
- Räume für die XVII. Triennale in Mailand (1985/86)